# Tweede van Swindenstraat
De Tweede van Swindenstraat is een straat in Amsterdam-Oost, Dapperbuurt.

## Geschiedenis en ligging
De straat kreeg haar naam op 15 november 1882, waarbij ze werd vernoemd naar de Amsterdamse hoogleraar Jean Henri van Swinden. De straat ligt evenwijdig aan de Eerste Van Swindenstraat, tussen 25 juli 1877 en genoemde datum Van Swindenstraat geheten. De naam kwam onder formeel protest tot stand, een deel van de gemeenteraad vond Jean Henri van Swinden niet zo belangrijk (geweest), dat hij twee straatnamen toebedeeld kreeg. In de vergadering van 1882 werd desalniettemin besloten de Tweede van Swindenstraat te benoemen en zelfs een Derde van Swindenstraat. Die laatste naam bleef beperkt tot de tekentafel, het werd de Pieter Nieuwlandstraat.  Het eigenaardige is dat “van” bij de Tweede van Swindenstraat een kleine letter kreeg, bij de Eerste is dat een hoofdletter.
Net als de Eerste Van Swindenstraat begint de Tweede bij de Linnaeusstraat en eindigt op de Pontanusstraat. Na verdere uitbreiding van de stad oostwaarts kreeg ze geen directe verbinding met de Indische Buurt. Daartoe lag Station Amsterdam Muiderpoort in de weg. Toen dat station bij de Spoorwegwerken Oost in de eindjaren dertig verplaatst werd naar de Wijttenbachstraat kreeg de Eerste de Van Swindenspoorbrug; de Tweede kreeg geen doorgang; het bleef ter plaatse een dicht dijklichaam. 
Daar waar de Eerste Van Swindenstraat een brede winkelstraat en doorgaande route werd, werd en bleef de Tweede van Swindenstraat een relatief smalle straat met alleen plaatselijk verkeer. Halverwege kruist de Tweede van Swindenstraat dan ook nog de Dapperstraat en Dapperplein met haar markt, van doorgaand verkeer is geen sprake. Het plein deelt de straat in tweeën. Vanuit het westen kan het verkeer wel het plein op; de oostzijde werd door een trottoirblokkade met fietsenrekken een doodlopend deel.

### Openbaar vervoer
In 1904 verschenen de eerste trams in de straat, toen lijn 10 vanaf het Oosterpark via de Eerste Van Swindenstraat werden verlengd naar het oude Muiderpoortstation bij de Pontanusstraat, de trams reden een keerlus, heen via de Eerste en terug via de Tweede van Swindenstraat. In 1906 volgde lijn 11 en van 1918-1939 reed ook lijn 19 (in 1922 vernummerd in lijn 6) door de straat. Van 1940-1942 reden de lijnen 3 en 14 door de straat, en van 1945 tot 1948 was dit lijn 26. De verplaatsing van Station Muiderpoort en de komst van een keermogelijkheid voor extra trams voor stadionvervoer op lijn 9 was er debet aan dat een tram hier niet meer noodzakelijk was. Daarna werd de straat tramloos en de sporen werden in de jaren 1950 opgebroken.

## Gebouwen
De gebouwen bestaan uit een mengeling van oorspronkelijke bebouwing uit de jaren tachtig van de 19e eeuw en nieuwbouw uit een saneringsgolf in de jaren zeventig en tachtig van de 20e eeuw. Er staan wel opmerkelijke gebouwen aan de Tweede van Swindenstraat:
- Tweede van Swindenstraat 2-4, Linnaeusstraat 37-43; herenhuizen van F. Havermans jr.
- Tweede van Swindenstraat 7-13, nieuwbouw sanering
- Tweede van Swindenstraat 26, schoolgebouw Dapperschool
- Tweede van Swindenstraat 208, voormalig schoolgebouw (gemeentelijk monument)
- Tweede Van Swindenstraat 63-125; een doorlopend woonblok met Pontanusstraat en Eerste Van Swindenstraat.

## Kunst
De straat is nauw en plaats voor kunst in de openbare ruimte is er niet. Op de zijgevel van Tweede van Swindenstraat 208 is een gevelhoge muurschildering van jaren terug te zien. Op het terrein van de Dapperschool staat een mozaïekbeeld.

## Afbeeldingen

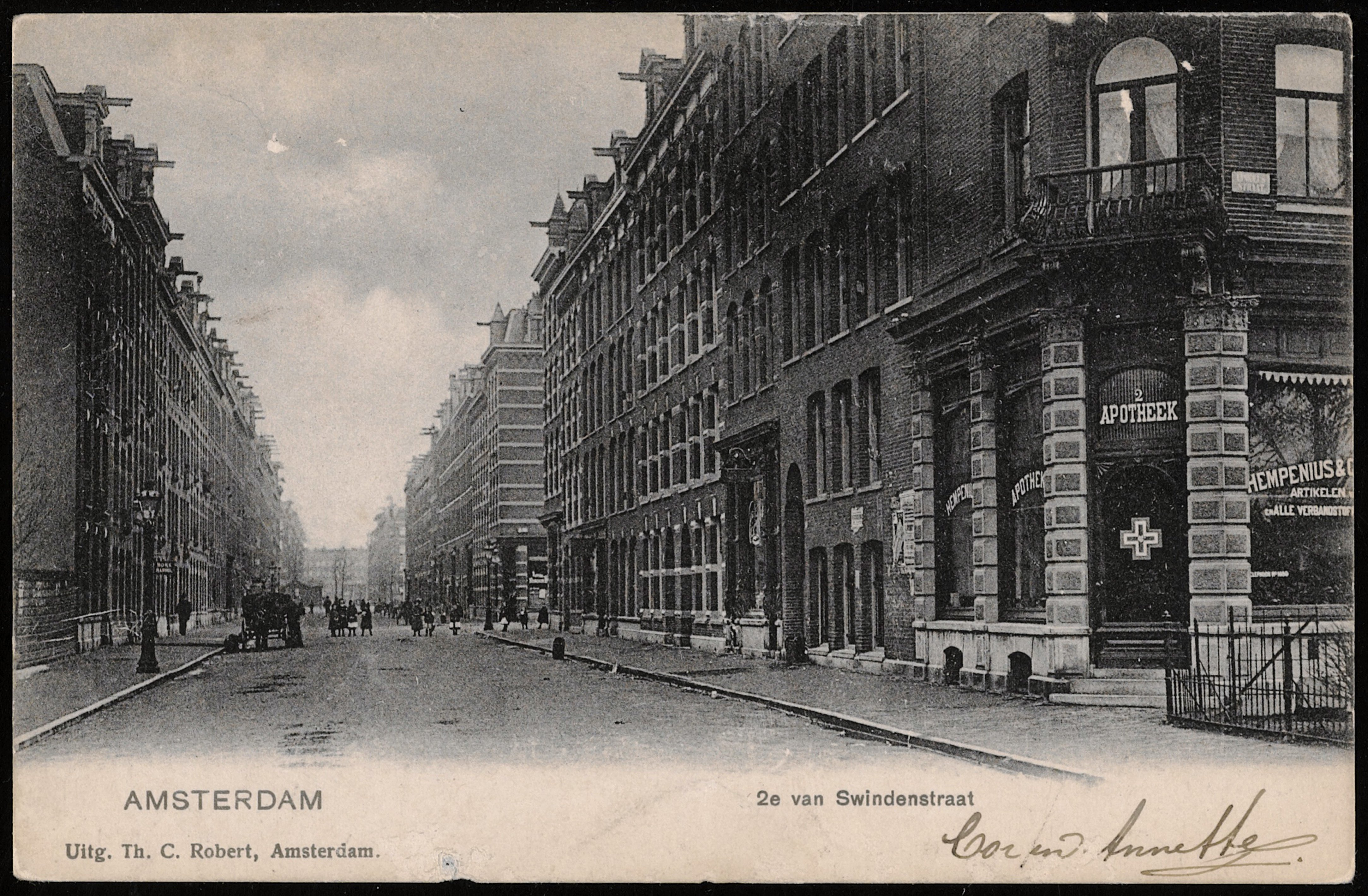
Inkijk in Tweede van Swindenstraat (westelijk deel) vanaf Linnaeusstraat (circa 1900)
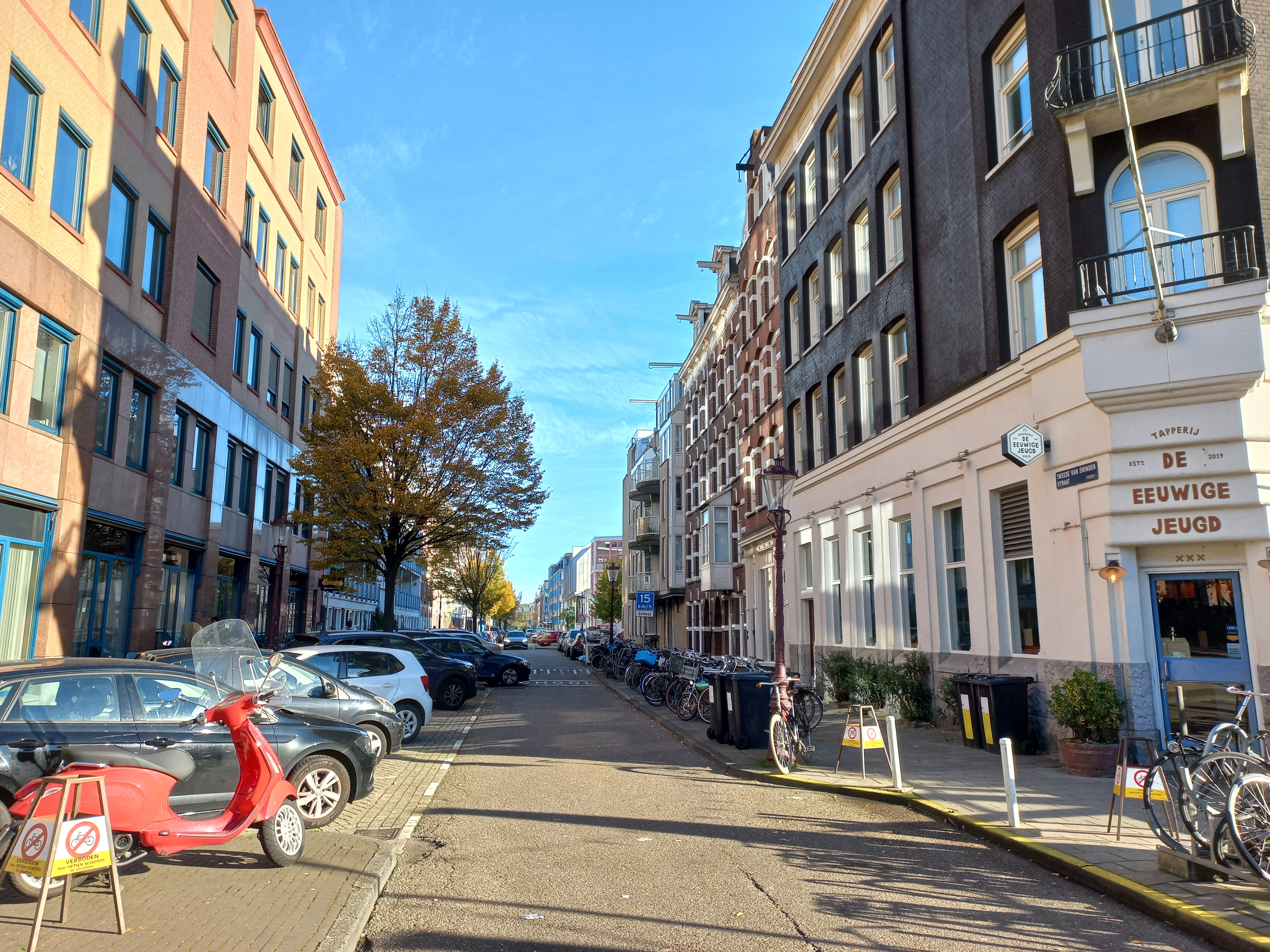
Inkijk in Tweede van Swindenstraat (westelijk deel) vanaf Linnaeusstraat (november 2022)
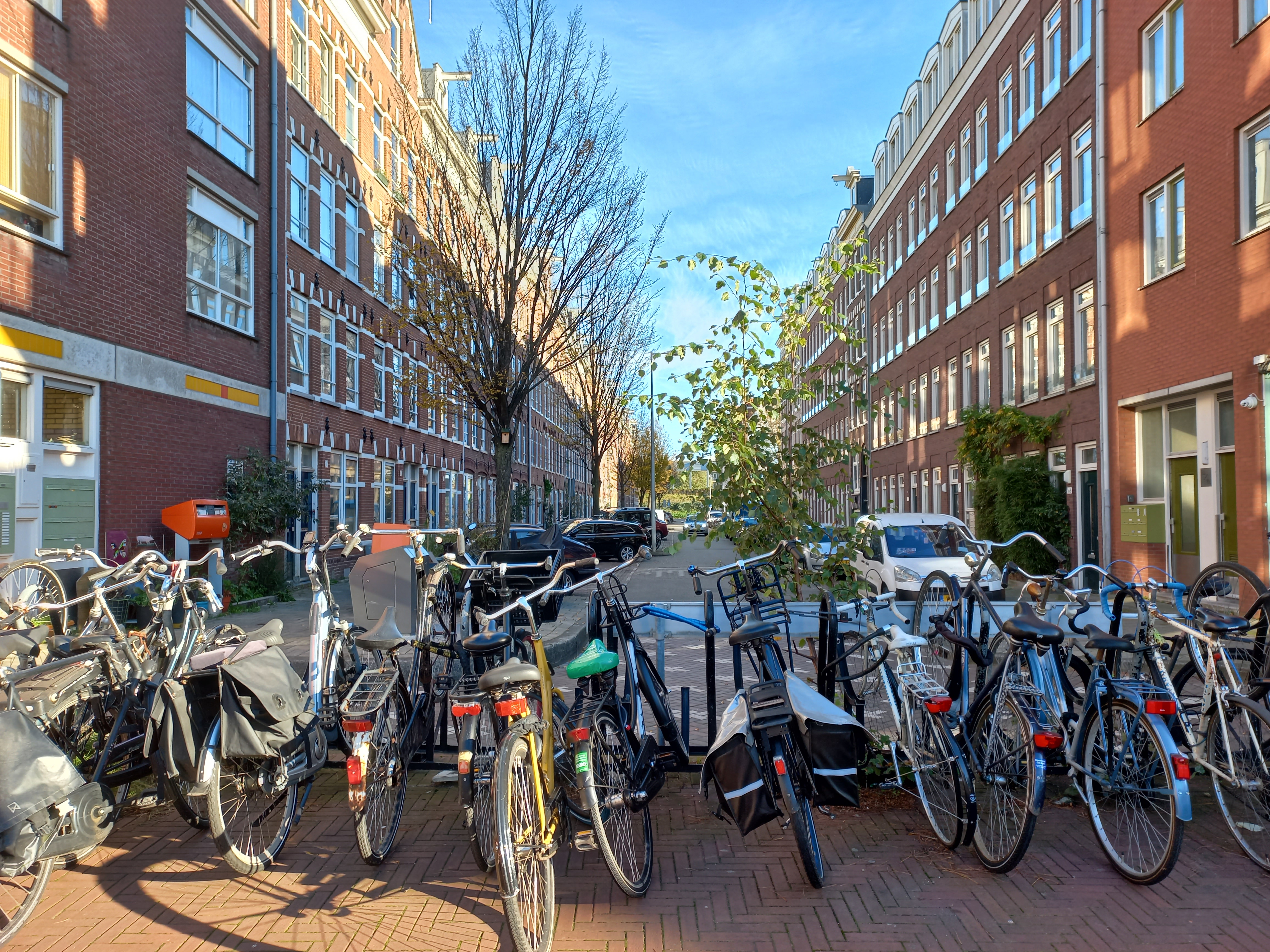
Inkijk in Tweede van Swindenstraat (oostelijk deel) vanaf Dapperplein (november 2022)
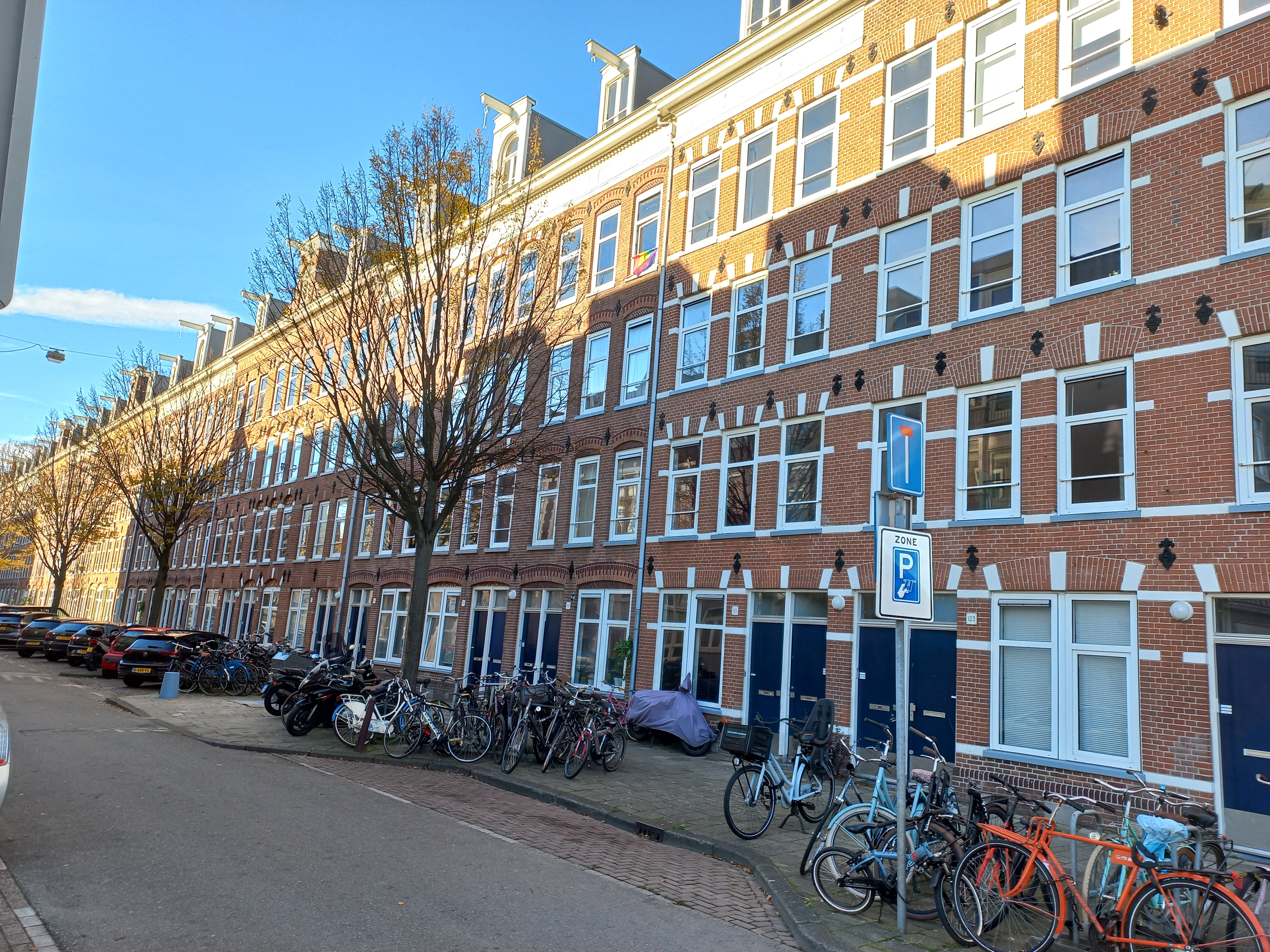
Tweede van Swindenstraat 63-125 (november 2022)